# Сент-Вінсент (затока)
Затока Сент-Вінсент — велика затока в південній частині Австралії на території штату Південна Австралія. Обмежена двома півостровами: Йорк і Флоро. На заході відокремлена від затоки Спенсер. На південному заході, біля виходу затоки в Індійський океан, розташований острів Кенгуру. На узбережжях затоки розташовані декілька великих населених пунктів. Найбільший — Аделаїда.
| Австралія | Це незавершена стаття з географії Австралії. Ви можете допомогти проєкту, виправивши або дописавши її. |